# 让美国再次伟大 (歌曲)
让美国再次伟大（英語：Make America Great Again）是一首由美国达拉斯第一浸信会以前的音乐牧师Gary Moore以美国总统的竞选口号为基础创作的爱国歌曲。

## 转推
为纪念美国独立日,美国总统于2017年7月4日在其个人推特转推了一段视频，视频显示达拉斯第一浸信会教会诗班的交响乐团与合唱团在华盛顿肯尼迪中心的一场庆祝自由集会（Celebrate Freedom Rally）中演奏了该首歌曲。该浸信会现任牧师罗伯特·杰弗斯（Robert Jeffress）声称该次活动旨在纪念退伍军人，该牧师为特朗普的早期支持者。

## 批评
部分媒体声称，该歌曲具有朝鲜风格，容易让人联想到金日成家族一些福音派基督教徒同样对此歌表示不满，德克萨斯州休斯顿的一名音乐总监Jonathan Aigner表示这种用民族主义的热情喊出来的歌是对耶稣的亵渎。